# Grande Prêmio da Espanha de 1988
Resultados do Grande Prêmio da Espanha de Fórmula 1 realizado em Jerez em 2 de outubro de 1988.  Décima quarta etapa do campeonato, foi vencido pelo francês Alain Prost, da McLaren-Honda, com Nigel Mansell em segundo pela Williams-Judd e Alessandro Nanini em terceiro pela Benetton-Ford.

## Resumo

### Duas equipes em uma
Na relargada do Grande Prêmio de Portugal, Alain Prost tomou o espaço de Ayrton Senna obrigando-o a pôr as rodas na grama enquanto lutavam pela liderança. Irascível em seu temperamento, o brasileiro tomou uma decisão tão inequívoca quanto perigosa espremendo seu companheiro de equipe contra o muro. Felizmente para a McLaren, ambos seguiram na pista, mas enquanto Alain Prost venceu a corrida e assumiu a liderança do campeonato com 81 pontos, Ayrton Senna não foi além do sexto lugar somando apenas 76 pontos.
Alain Prost vituperou contra Ayrton Senna a plenos pulmões ao condenar a manobra tresloucada do seu companheiro de equipe em Portugal, mas o pior estaria por vir. Numa confidência ao jornalista Gilles Pernet, o líder do campeonato acusou a Honda de fornecer sempre o melhor motor a Senna. Ao ver publicada a notícia no L'Équipe, Prost agiu com descompostura empurrando o seu compatriota com tamnha força que o mesmo só não caiu no chão devido ao amparo de terceiros. Questionado pela imprensa sobre as declarações do rival, Senna respondeu apenas ao final do treino de sexta-feira quando marcou a pole provisória. "Seria muito fácil alimentar uma polêmica, mas minha resposta, como vocês viram hoje, será dada na pista. Esta é a maneira certa de se conversar na Fórmula 1". Nas atividades de pista, a baixa velocidade do Circuito de Jerez beneficiou os carros com motores apirados, pois a Benetton de Thierry Boutsen ficou em segundo lugar (antes de ser desclassificada) e a Williams de Nigel Mansell findou em terceiro, cabendo a Alain Prost a sexta marca.
Outro ingrediente adicionado à fervura espanhola são os renitentes boatos sobre o péssimo desempenho de Ayrton Senna no Autódromo do Estoril, o qual teria sido uma trama da Honda a fim de decidir o mundial de pilotos no Grande Prêmio do Japão em 30 de outubro. De fato, o computador de bordo da McLaren indicou um consumo de combustível acima do normal e o brasileiro, temendo uma pane seca, reduziu o seu ritmo facilitando a vitória de Alain Prost em terras lusitanas e as ultrapassagens da March de Ivan Capelli e da Ferrari de Gerhard Berger. Com o abandono do austríaco, Senna chegou ao terceiro lugar, posição onde estava ao ser abalroado pela Williams de Nigel Mansell. Neste momento, Senna foi para os boxes e voltou em sexto lugar numa toada tão lenta que foi incapaz de chegar em quinto, mesmo com a Ferrari de Michele Alboreto rateando sem gasolina na última volta.
Embora reconheça o valor simbólico de uma decisão em casa, a Honda negou a hipótese de um "resultado fabricado", segundo o porta-voz da companhia. Mesmo assim existem opiniões para todos os gostos. "Só porque o Senna foi mal, ficam tentando arrumar uma explicação mirabolante. O carro dele estava ruim e pronto", disse o tricampeão Nelson Piquet. Por outro lado, há quem discorde. "Acho que foi armação, achei isso no mesmo momento em que aconteceu. Quer apostar quanto que a decisão será no Japão?", perguntou o mecânico da Lotus, Kenny Szymanski.

### McLaren na primeira fila
Definido como um um "emaranhado de curvas" por quem a conhece, a pista de Jerez não permite aos turbos a extração máxima de sua potência, razão pela qual esperava-se um treino equilibrado e assim o foi, mas com alguma emoção. Na sua primeira volta lançada, Ayrton Senna travou os freios ao ultrapassar a March de Maurício Gugelmin, deixando a McLaren atravessada na pista. Estranhamente o treino não foi interrompido e os fiscais demoraram mais de um minuto até devolverem o bólido vermelho e branco à pista. "Poderia ter acontecido um acidente feio", reclamou o brasileiro. Com o asfalto menos sujo em relação ao dia anterior, todos os que foram à pista melhoraram as suas marcas, tendo Nigel Mansell, da Williams, na pole position. Tal ilusão caiu por terra quando Senna marcou a volta mais rápida em sua segunda tentativa.
Faltavam onze minutos para o fim da sessão quando Senna fez o melhor tempo, mesmo assim ele optou por recolher-se aos boxes. "Resolvi parar para não correr riscos desnecessários. Preferi poupar o carro". Enquanto isso, Alain Prost fez o segundo melhor tempo ressaltando as mudanças no carroː dos freios ao arrasto do chassis. E embora queixando-se do tráfego em suas voltas lançadas, parecia satisfeito com o resultado obtido. Pior para Nigel Mansell, cuja Williams foi reposicionada em terceiro no grid, ao lado da Benetton de Thierry Boutsen.
Coube ao veterano Riccardo Patrese o lance mais bizarro do dia quando, em sua volta rápida, foi tocado pela Tyrrell de Julian Bailey. Disposto a revidar, o italiano freou diante do britânico, que atingiu a traseira da Williams em cheio fazendo a frente da Tyrrell subir por um metro e quase capotar. Multado em US$ 10 mil por sua manobra perigosa, Patrese insistiu que Bailey deveria olhar os retrovisores e dar mais espaço aos pilotos em voltas rápidas.

### Alain Prost vence e ressuscita
Mesmo largando na pole position, Ayrton Senna patinou na largada devido à sujeira trazida à pista pelos ventos característicos do sul da Espanha nessa época do ano e assim caiu para terceiro atrás da Williams de Nigel Mansell e da McLaren de Alain Prost, o líder da prova. Perguntado sobre esse momento, o brasileiro respondeuː "Eu errei, provavelmente foi a largada que eu mais errei este ano". Por outro lado, surgiu a interpretação segundo a qual Prost queimou a largada ao sair da inércia antes da luz verde. Naquela época a fiscalização das largadas era presencial e tinha mais peso em comparação ao ângulo das imagens de TV. Para os adeptos deste raciocínio, a punição deveria ser aplicada conforme o regulamento da época, acrescendo-se um minuto ao tempo do vencedor no final da corrida, mas a direção de prova considerou normal a largada e não houve punição.
Durante trinta e oito voltas o trio Prost, Mansell e Senna comandou as ações em Jerez, contudo alguns giros antes Ivan Capelli superou Riccardo Patrese na luta pelo quarto posto e graças ao bom rendimento da March, o italiano tomou o terceiro lugar de Ayrton Senna, permanecendo na frente do piloto da McLaren entre as voltas trinta e nove e quarenta e cinco. A quebra do motor Judd, entretanto, deixou Capelli pelo caminho devolvendo a terceira posição a Senna, cujo rendimento ruim do carro o deixou ao alcance da Benetton de Alessandro Nanini calçada com pneus novos. Mais adiante, Nigel Mansell chegou a dois segundos de Alain Prost, que acelerou e distanciou-se do piloto britânico. Ao trocar os pneus na volta quarenta e sete, o "leão" perdeu tempo graças a uma porca emperrada e três giros mais tarde, foi Prost quem demorou no pit stop ao selecionar a marcha errada na hora de voltar à pista. A partir de então, Prost, Mansell e Nanini mantiveram suas posições até o fim da prova.
Com o computador de bordo indicando, mais uma vez, um consumo de combustível acima do esperado, Senna refreou o ímpeto restando-lhe fazer mais uma parada nos boxes, quase ao mesmo tempo que Prost, frise-se. Entretanto, o brasileiro voltou ao asfalto fora da zona de pontuação. Premido pelas circunstâncias, ele utilizou o combustível que poupara e acelerou o que pôde superando Gerhard Berger, Maurício Gugelmin e Riccardo Patrese. Como o italiano da Williams não trocara os pneus, foi alcançado por Senna na volta sessenta e cinco e assim o brasileiro chegou ao quarto posto, cruzando a linha de chegada quase sem gasolina, mas na frente de Riccardo Patrese, da Williams, e Gerhard Berger, da Ferrari.
Partícipe do Grande Prêmio da Espanha há cinco edições, Alain Prost tem um excelente histórico em Jerez onde chegou em terceiro lugar em 1986, segundo em 1987 e agora vencedor em 1988. Com o triunfo de agora, o francês mantém cinco pontos de vantagem na liderança do campeonato com 84 pontos contra os 79 acumulados por Ayrton Senna. Em segundo lugar, Nigel Mansell foi festejado pela Williams (igualando os números de Prost em solo espanhol), mas nada igualou-se à alegria de Alessandro Nannini ao ver o pai aplaudindo seu feito, surpreendendo o piloto da Benetton.
Mesmo vencendo a corrida, o clima na McLaren não era totalmente festivo, afinal as queixas de Ayrton Senna quanto ao desempenho de seu carro demandaram uma reunião onde o semblante do piloto demonstrava irritação. Senna rechaçou, inclusive, a hipótese de que o seu estilo de pilotagem consumiria mais combustível e seria a causa de seu mau desempenho na Península Ibérica, citando o seu retrospecto nas corridas anteriores. Cientes do potencial explosivo contido nesses rumores, Ron Dennis, Creighton Brown e Osamu Goto trataram de dissipá-los da melhor forma possível. "Agora, com apenas duas corridas para o fim do campeonato, a Honda estará pronta para dar a nossos pilotos uma igual oportunidade de vitória", afirmou o dirigente da montadora nipônica. Sempre medindo as palavras para não melindrar a equipe ou legitimar qualquer especulação, Ayrton Senna respondia às perguntas da imprensa quando ouviu em silêncio e com ar de tristeza a afirmação de um jornalista para quem a "marmelada" contra o piloto foi evidente.

## Classificação da corrida

### Pré-classificação
| Pos. | N.º | Piloto            | Construtor    | Tempo    | Dif.    |
| ---- | --- | ----------------- | ------------- | -------- | ------- |
| 1    | 36  | Alex Caffi        | Dallara-Ford  | 1:28.378 | —       |
| 2    | 21  | Nicola Larini     | Osella        | 1:29.293 | + 0.915 |
| 3    | 32  | Oscar Larrauri    | EuroBrun-Ford | 1:30.003 | + 1.625 |
| 4    | 33  | Stefano Modena    | EuroBrun-Ford | 1:30.419 | + 2.041 |
| DNPQ | 31  | Gabriele Tarquini | Coloni-Ford   | 1:30.459 | + 2.081 |

### Treinos
| Pos.    | N.º | Piloto             | Construtor      | Q1       | Q2       | Grid    |
| ------- | --- | ------------------ | --------------- | -------- | -------- | ------- |
| 1       | 12  | Ayrton Senna       | McLaren-Honda   | 1:24.775 | 1:24.067 | —       |
| 2       | 11  | Alain Prost        | McLaren-Honda   | 1:26.735 | 1:24.134 | + 0.067 |
| 3       | 5   | Nigel Mansell      | Williams-Judd   | 1:25.898 | 1:24.269 | + 0.202 |
| 4       | 20  | Thierry Boutsen    | Benetton-Ford   | DSQ      | 1:24.904 | + 0.837 |
| 5       | 19  | Alessandro Nannini | Benetton-Ford   | 1:26.673 | 1:25.032 | + 0.965 |
| 6       | 16  | Ivan Capelli       | March-Judd      | 1:26.221 | 1:25.115 | + 1.048 |
| 7       | 6   | Riccardo Patrese   | Williams-Judd   | 1:27.504 | 1:25.217 | + 1.150 |
| 8       | 28  | Gerhard Berger     | Ferrari         | 1:27.796 | 1:25.466 | + 1.399 |
| 9       | 1   | Nelson Piquet      | Lotus-Honda     | 1:28.015 | 1:25.648 | + 1.581 |
| 10      | 27  | Michele Alboreto   | Ferrari         | 1:29.034 | 1:26.447 | + 2.380 |
| 11      | 15  | Maurício Gugelmin  | March-Judd      | 1:27.414 | 1:26.578 | + 2.511 |
| 12      | 30  | Philippe Alliot    | Lola-Ford       | 1:27.927 | 1:26.832 | + 2.765 |
| 13      | 14  | Philippe Streiff   | AGS-Ford        | 1:28.099 | 1:26.971 | + 2.904 |
| 14      | 21  | Nicola Larini      | Osella          | 1:28.417 | 1:27.012 | + 2.945 |
| 15      | 2   | Satoru Nakajima    | Lotus-Honda     | 1:28.840 | 1:27.171 | + 3.104 |
| 16      | 29  | Yannick Dalmas     | Lola-Ford       | 1:29.688 | 1:27.187 | + 3.120 |
| 17      | 17  | Derek Warwick      | Arrows-Megatron | 1:28.473 | 1:27.240 | + 3.173 |
| 18      | 36  | Alex Caffi         | Dallara-Ford    | 1:27.907 | 1:27.350 | + 3.283 |
| 19      | 25  | René Arnoux        | Ligier-Judd     | 1:29.157 | 1:27.351 | + 3.284 |
| 20      | 23  | Pierluigi Martini  | Minardi-Ford    | 1:27.826 | 1:27.407 | + 3.340 |
| 21      | 26  | Stefan Johansson   | Ligier-Judd     | 1:28.009 | 1:27.474 | + 3.407 |
| 22      | 3   | Jonathan Palmer    | Tyrrell-Ford    | 1:27.582 | 1:27.548 | + 3.481 |
| 23      | 22  | Andrea de Cesaris  | Rial-Ford       | 1:28.315 | 1:27.798 | + 3.731 |
| 24      | 24  | Luis Pérez-Sala    | Minardi-Ford    | 1:28.694 | 1:27.833 | + 3.816 |
| 25      | 18  | Eddie Cheever      | Arrows-Megatron | 1:29.305 | 1:27.859 | + 3.792 |
| 26      | 33  | Stefano Modena     | EuroBrun-Ford   | 1:30.759 | 1:27.977 | + 3.910 |
| DNQ     | 10  | Bernd Schneider    | Zakspeed        | 1:31.144 | 1:28.194 | + 4.127 |
| DNQ     | 32  | Oscar Larrauri     | EuroBrun-Ford   | 1:31.366 | 1:28.664 | + 4.597 |
| DNQ     | 4   | Julian Bailey      | Tyrrell-Ford    | 1:30.125 | 1:29.066 | + 4.999 |
| DNQ     | 9   | Piercarlo Ghinzani | Zakspeed        | 1:29.824 | 1:29.503 | + 5.436 |
| Fontes: |     |                    |                 |          |          |         |

- Nota: Cassaram o tempo de Boutsen no Q1 por irregularidades no tamanho de seus aerofólios dianteiros.

### Corrida
| Pos.    | N.º | Piloto             | Construtor      | Voltas | Tempo/Diferença | Grid | Pontos |
| ------- | --- | ------------------ | --------------- | ------ | --------------- | ---- | ------ |
| 1       | 11  | Alain Prost        | McLaren-Honda   | 72     | 1:48:43.851     | 2    | 9      |
| 2       | 5   | Nigel Mansell      | Williams-Judd   | 72     | + 26.232        | 3    | 6      |
| 3       | 19  | Alessandro Nannini | Benetton-Ford   | 72     | + 35.446        | 5    | 4      |
| 4       | 12  | Ayrton Senna       | McLaren-Honda   | 72     | + 46.710        | 1    | 3      |
| 5       | 6   | Riccardo Patrese   | Williams-Judd   | 72     | + 47.430        | 7    | 2      |
| 6       | 28  | Gerhard Berger     | Ferrari         | 72     | + 51.813        | 8    | 1      |
| 7       | 15  | Maurício Gugelmin  | March-Judd      | 72     | + 1:15.964      | 11   |        |
| 8       | 1   | Nelson Piquet      | Lotus-Honda     | 72     | + 1:17.309      | 9    |        |
| 9       | 20  | Thierry Boutsen    | Benetton-Ford   | 72     | + 1:17.655      | 4    |        |
| 10      | 36  | Alex Caffi         | Dallara-Ford    | 71     | + 1 volta       | 18   |        |
| 11      | 29  | Yannick Dalmas     | Lola-Ford       | 71     | + 1 volta       | 16   |        |
| 12      | 24  | Luis Pérez-Sala    | Minardi-Ford    | 70     | + 2 voltas      | 24   |        |
| 13      | 33  | Stefano Modena     | EuroBrun-Ford   | 70     | + 2 voltas      | 26   |        |
| 14      | 30  | Philippe Alliot    | Lola-Ford       | 69     | + 3 voltas      | 12   |        |
| Ret     | 26  | Stefan Johansson   | Ligier-Judd     | 62     | Roda            | 21   |        |
| Ret     | 18  | Eddie Cheever      | Arrows-Megatron | 60     | Chassis         | 25   |        |
| Ret     | 16  | Ivan Capelli       | March-Judd      | 45     | Motor           | 6    |        |
| Ret     | 17  | Derek Warwick      | Arrows-Megatron | 41     | Chassis         | 17   |        |
| Ret     | 22  | Andrea de Cesaris  | Rial-Ford       | 37     | Motor           | 23   |        |
| Ret     | 14  | Philippe Streiff   | AGS-Ford        | 16     | Motor           | 13   |        |
| Ret     | 27  | Michele Alboreto   | Ferrari         | 15     | Motor           | 10   |        |
| Ret     | 23  | Pierluigi Martini  | Minardi-Ford    | 15     | Câmbio          | 20   |        |
| Ret     | 2   | Satoru Nakajima    | Lotus-Honda     | 14     | Rotação         | 15   |        |
| Ret     | 21  | Nicola Larini      | Osella          | 9      | Suspensão       | 14   |        |
| Ret     | 3   | Jonathan Palmer    | Tyrrell-Ford    | 4      | Radiador        | 22   |        |
| Ret     | 25  | René Arnoux        | Ligier-Judd     | 0      | Acelerador      | 19   |        |
| DNQ     | 10  | Bernd Schneider    | Zakspeed        |        |                 |      |        |
| DNQ     | 32  | Oscar Larrauri     | EuroBrun-Ford   |        |                 |      |        |
| DNQ     | 4   | Julian Bailey      | Tyrrell-Ford    |        |                 |      |        |
| DNQ     | 9   | Piercarlo Ghinzani | Zakspeed        |        |                 |      |        |
| DNPQ    | 31  | Gabriele Tarquini  | Coloni-Ford     |        |                 |      |        |
| Fontes: |     |                    |                 |        |                 |      |        |

## Tabela do campeonato após a corrida
| Pos.    | Piloto           | Pontos |
| ------- | ---------------- | ------ |
| 1       | Alain Prost      | 84     |
| 2       | Ayrton Senna     | 79     |
| 3       | Gerhard Berger   | 38     |
| 4       | Thierry Boutsen  | 25     |
| 5       | Michele Alboreto | 24     |
| Fontes: |                  |        |

| Pos.    | Equipe          | Pontos |
| ------- | --------------- | ------ |
| 1       | McLaren-Honda   | 169    |
| 2       | Ferrari         | 62     |
| 3       | Benetton-Ford   | 38     |
| 4       | Arrows-Megatron | 20     |
| 5       | March-Judd      | 19     |
| Fontes: |                 |        |

- Nota: Somente as primeiras cinco posições estão listadas e a campeã mundial de construtores surge grafada em negrito. Entre 1981 e 1990 cada piloto podia computar onze resultados válidos por temporada não havendo descartes no mundial de construtores.